# Walter Massing
Walter Massing est un tireur sportif allemand.

## Palmarès
Walter Massing a remporté les épreuves Tanegashima (réplique) et Vetterli(réplique); il s'est également classé second aux épreuves Hizadai(réplique) et  Witworth(réplique)lors des championnats du monde MLAIC organisés en 2002 à Lucques  en Italie .
Il a remporté les épreuves Tanégashima (réplique), Sugawa(réplique), Pedersoli et Vetterli(réplique) aux championnats du monde MLAIC organisés en 2004 à Batesville  aux États-Unis  .